# くまがや農業協同組合
くまがや農業協同組合（くまがやのうぎょうきょうどうくみあい、通称:JAくまがや）は、埼玉県熊谷市に本店を置く農業協同組合。

## 概要
- 1996年4月1日、「JA熊谷市」・「JA妻沼町」・「JA江南町」・「JA市田」・「JA大里吉見」が合併、旧熊谷市・妻沼町・江南町・大里町の1市3町をエリアとするJAとして設立。
- 管轄は、現在の熊谷市全域。2025年現在、単一の市町村の行政区域と管轄区域を同一にする県内唯一の農業協同組合である[1]。
- 2008年に組織再編。
- 2019年4月1日を目標として、大里地域のJA（「JAくまがや」・「JAふかや」・「JA埼玉岡部」・「JA榛沢」・「JA花園」）をひとつに統合するための協議会を設立した[2]が、JAふかやの協議会離脱により[3]5JAの枠組みでの合併計画は頓挫、ふかやと榛沢の2者で合併した。

## 店舗
- 本店営業課（箱田5-8-2） ※ 箱田支店（同所併設）を統合、更に大幡支店（原島730-2）を統合
- 成宮支店（上之2033） ※ 旧成田支店。星宮支店（池上729-2）を統合
- 佐久良支店（佐谷田340-4） ※ 旧佐谷田支店。久下支店（久下834）を統合
- 山王三尻支店（広瀬541-1） ※ 旧山王支店（石原支店（石原1185-3）と大麻生支店（大麻生1100-7）が統合して新設）、更に三尻支店（三ヶ尻36-1）を統合
- 奈良中条支店（下奈良561） ※ 旧奈良支店。中条支店（上中条1154）を統合
- 別府玉井支店（西別府2180-1） ※ 旧別府支店。玉井支店（高柳44-3）を統合
- 妻沼西支店（妻沼2046-1） ※ 妻沼支店（弥藤吾25-1）・男沼支店（出来島79-1）・太田支店（飯塚1395-6）が統合して新設
- 妻沼東支店（江波404-1） ※ 旧長井支店。秦支店（葛和田837-2）を統合
- 江南支店（成沢490-1） ※ 旧御正支店。小原支店（小江川1936-1）を統合して現支店名、更に吉岡支店（村岡253）を統合
- 大里支店（中曽根121） ※ 旧市田支店。吉見支店（箕輪1-1）を統合

### 店舗外ATM
- 熊谷総合病院店舗外ATM（中西4-5-1） ※ 本店営業課管理

## 関連施設
- 東部営農経済センター（今井486-4）
  - 第1カントリーエレベーター（今井501）
- 西部営農経済センター（久保島595-5）
  - 第2カントリーエレベーター（久保島595-1）
- 南部営農経済センター（江南支店内）
  - 江南ライスセンター（成沢85-1）
  - 大里ライスセンター（津田新田1183-1）
- 北部営農経済センター（弥藤吾25-1）
  - 妻沼西部ライスセンター（飯塚1395-2）
  - 妻沼東部ライスセンター（上須戸1290）
- 米麦課（箱田5-9-18）
- 園芸課（箱田5-9-18）
- 農機センター（上奈良1079-1）
- 園芸課（箱田5-9-18）
- 購買課（箱田5-9-18）
  - ふれあいセンター箱田店（箱田5-9-18）
  - ふれあいセンター久保島店（久保島595-3）
  - ふれあいセンター江南店（樋春155）
  - ふれあいセンター妻沼店（弥藤吾1566）
  - ふれあいセンター大里店（津田新田816）
  - 食材センター（高柳78-1）
- 催事課（石原1185-3）
- 資産相談課（箱田5-9-18）
- 旅行センター（本店内）

ほか